# Konstantínos Doxiádis
Konstantínos Apostolos Doxiadis (en griego Κωνσταντίνος Απόστολος Δοξιάδης) (14 de mayo de 1913 - 28 de junio de 1975) fue un arquitecto y urbanista griego.
Se formó en Arquitectura en la Universidad Politécnica Nacional de Atenas en 1935, obteniendo el doctorado en la Universidad de Charlottenburg, en Berlín, el año siguiente. Fue el principal responsable del proyecto de la capital de Pakistán, Islamabad, y, después, de su fusión linear con Rawalpindi. Lideró el movimiento llamado Ekística, y formuló el concepto de la ecumenópolis. Obtuvo reconocimiento por su elevada contribución para el llamado "máximo" modernismo. En Brasil, en la primera mitad de la década de 1960, fue el responsable del llamado Plan Doxiadis, de reformulación urbanística de la ciudad de Río de Janeiro.
Desde los años 1950 estuvo implicado en la construcción de nuevas ciudades y ampliaciones, sobre todo en África, Asia, Norteamérica, y en su patria, Grecia. Para ello disponía de un estudio que contaba con cientos de personas. 
Para Bagdad, Riad y Jartum realizó planes de ampliación a gran escala. Las ciudades de Tema (Ghana), Islamabad (Pakistán) y Marsa el Brega (Libia) fueron diseñadas y construidas desde cero.